# Заречье (Пеновский район)
Заречье — деревня в Пеновском районе Тверской области.

## География
Находится в западной части Тверской области на расстоянии приблизительно 10 км на северо-запад по прямой от районного центра поселка Пено на западном берегу озера Вселуг у устья реки Кудь.

## История
Деревня была показана на карте 1825 года как Большое Бурмакино. В 1859 году здесь было учтено 12 дворов. До 2020 года входила в Чайкинское сельское поселение (Тверская область) Пеновского района до их упразднения.

## Население
Численность населения: 95 человек (1859 год), 11 (русские 100 %) в 2002 году, 1 в 2010.